# Austroginella georgiana
Austroginella georgiana is een slakkensoort uit de familie van de Marginellidae. De wetenschappelijke naam van de soort is voor het eerst geldig gepubliceerd in 1915 door May.